# Julio Ardanaz y Crespo
Julio Ardanaz y Crespo   (Rucandio, 22 de maig de 1860 - Madrid, 24 d'agost de 1939) va ser un militar espanyol.

## Biografia
El 1916 fou ascendit a general. En 1922 fou nomenat Governador Civil de Barcelona en substitució de Martínez Anido. Posteriorment va lluitar en la Guerra del Rif. En implantar-se el Directori militar de la Dictadura de Primo de Rivera va ser Segon Cap de l'Estat Major Central en 1923, Capità General de la VIII Regió Militar en 1925 i  ministre de l'Exèrcit entre novembre de 1928 i gener de 1930. El 1927 fou membre de l'Assemblea Nacional Consultiva